# Phoenix (banda)
Phoenix é uma banda de indie rock francesa, vencedora do Grammy 2010. Foi fundada por Thomas Mars, Deck D'Arcy, Christian Mazzalai e Laurent Brancowitz,  na comuna de Versailles, França, na mesma cena cultural que produziu no final dos anos 90 bandas como Air e Daft Punk.
Phoenix extrai elementos de uma formação eclética dos anos 1980 para chegar ao seu som rock-synthpop.
Inicialmente, o vocalista Thomas Mars, o baixista Deck D'Arcy e o guitarrista Christian Mazzalai formaram uma banda de garagem que ensaiava na casa de Mars, em Versailles. Quando sua banda, Darlin', dissolveu-se em 1995, Brancowitz, juntou-se à banda, como segunda guitarra, completando o quarteto.

## Membros da banda

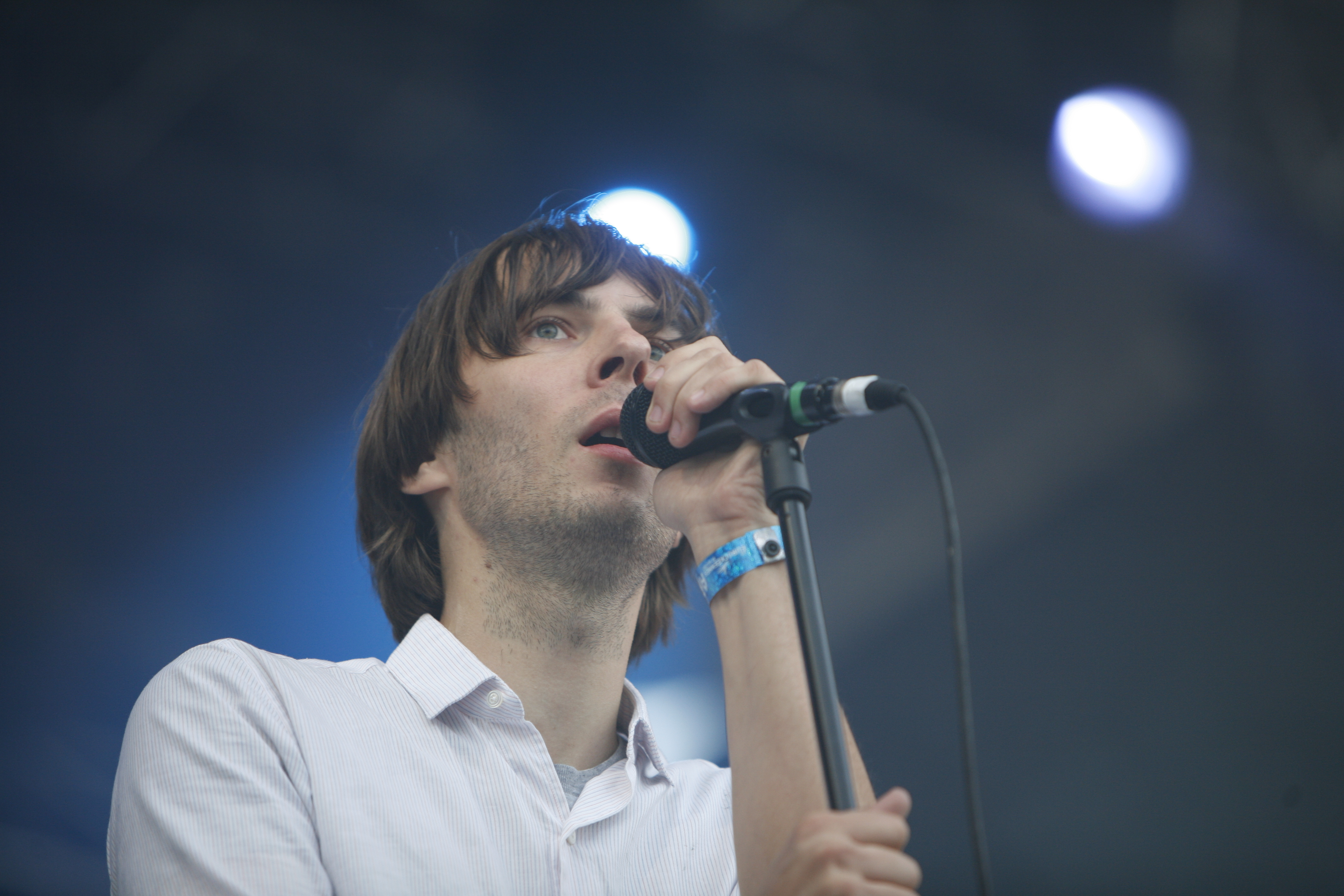
Thomas Mars - voz
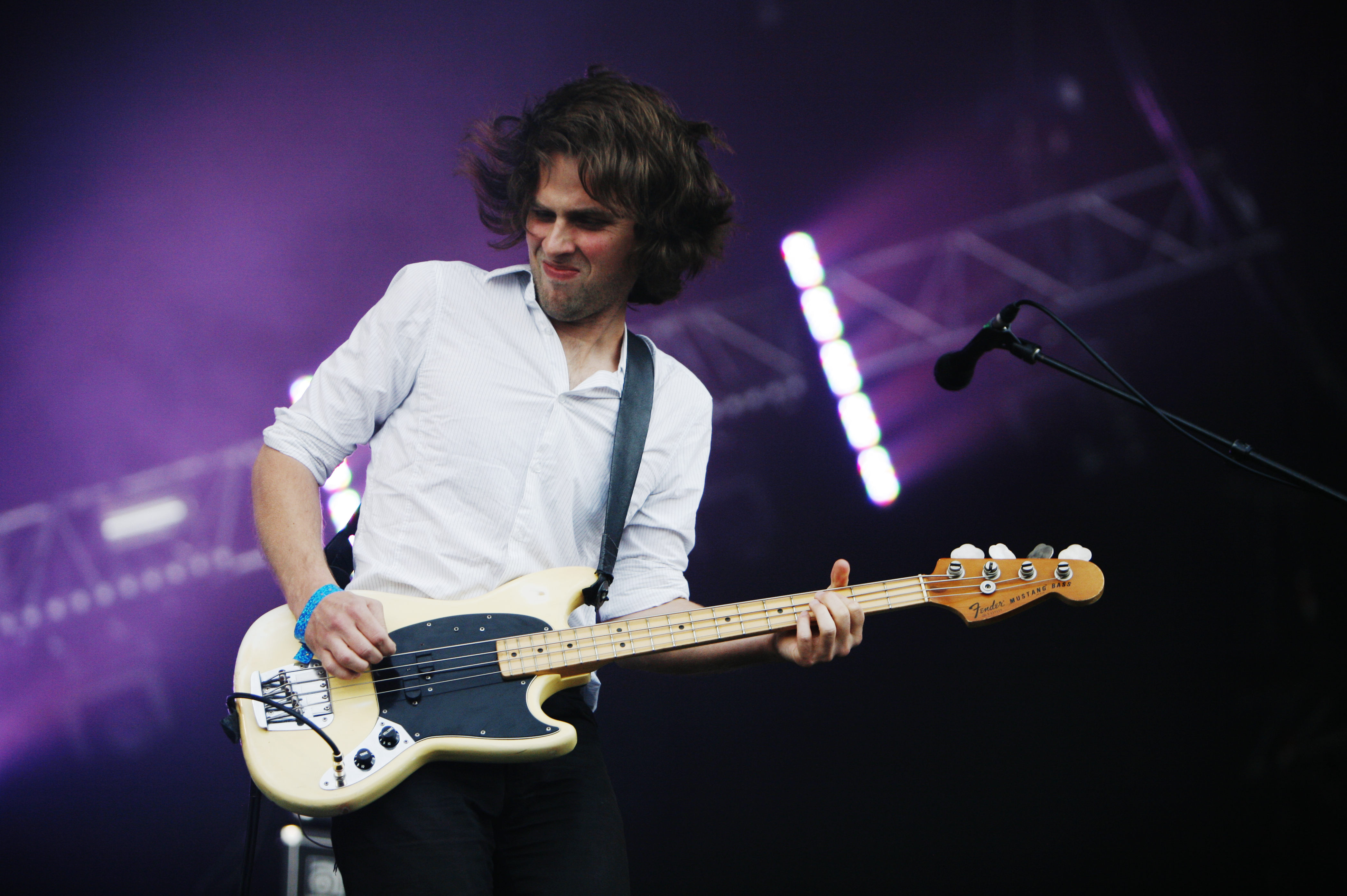
Deck d'Arcy - baixo e teclado
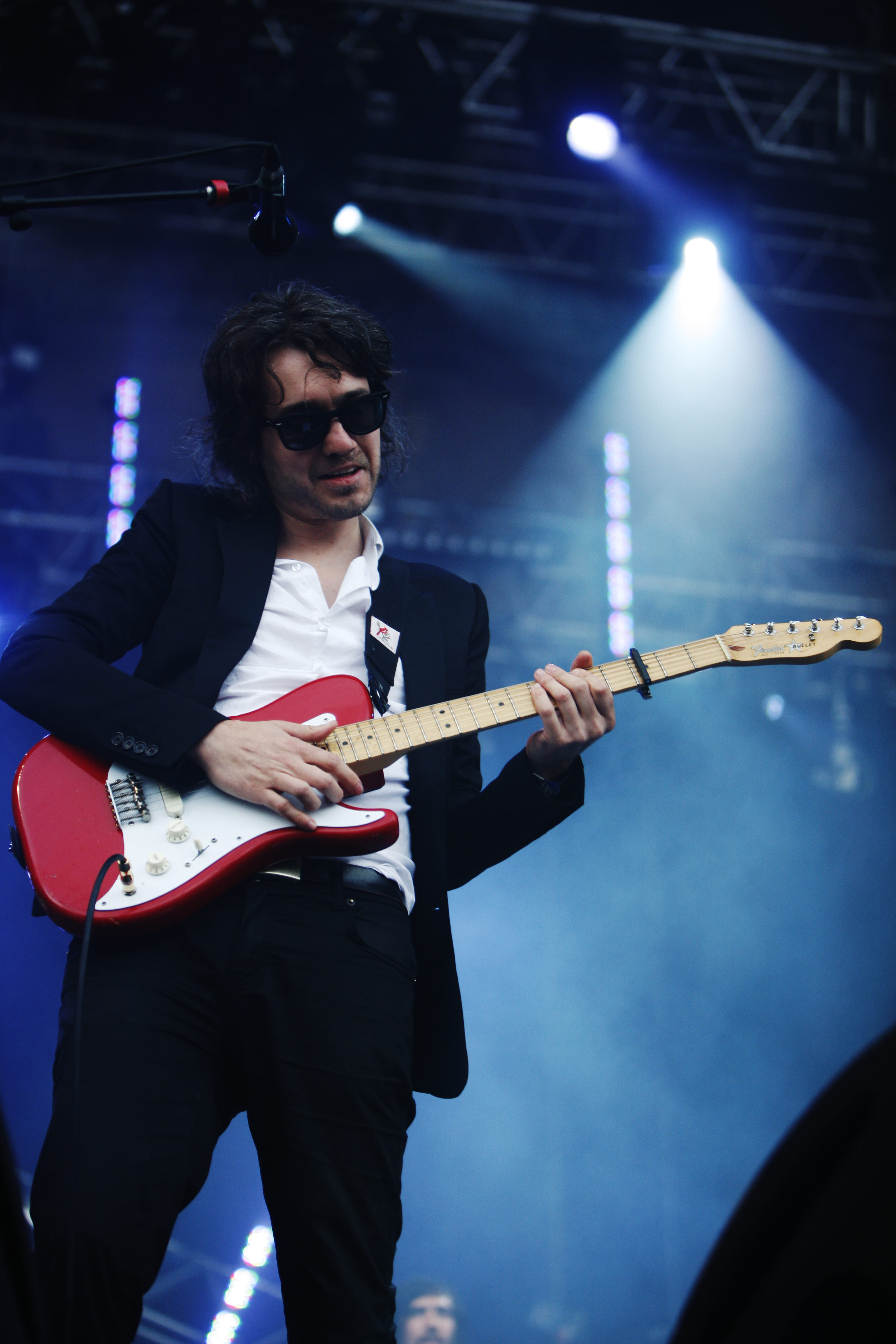
Laurent Brancowitz - guitarra
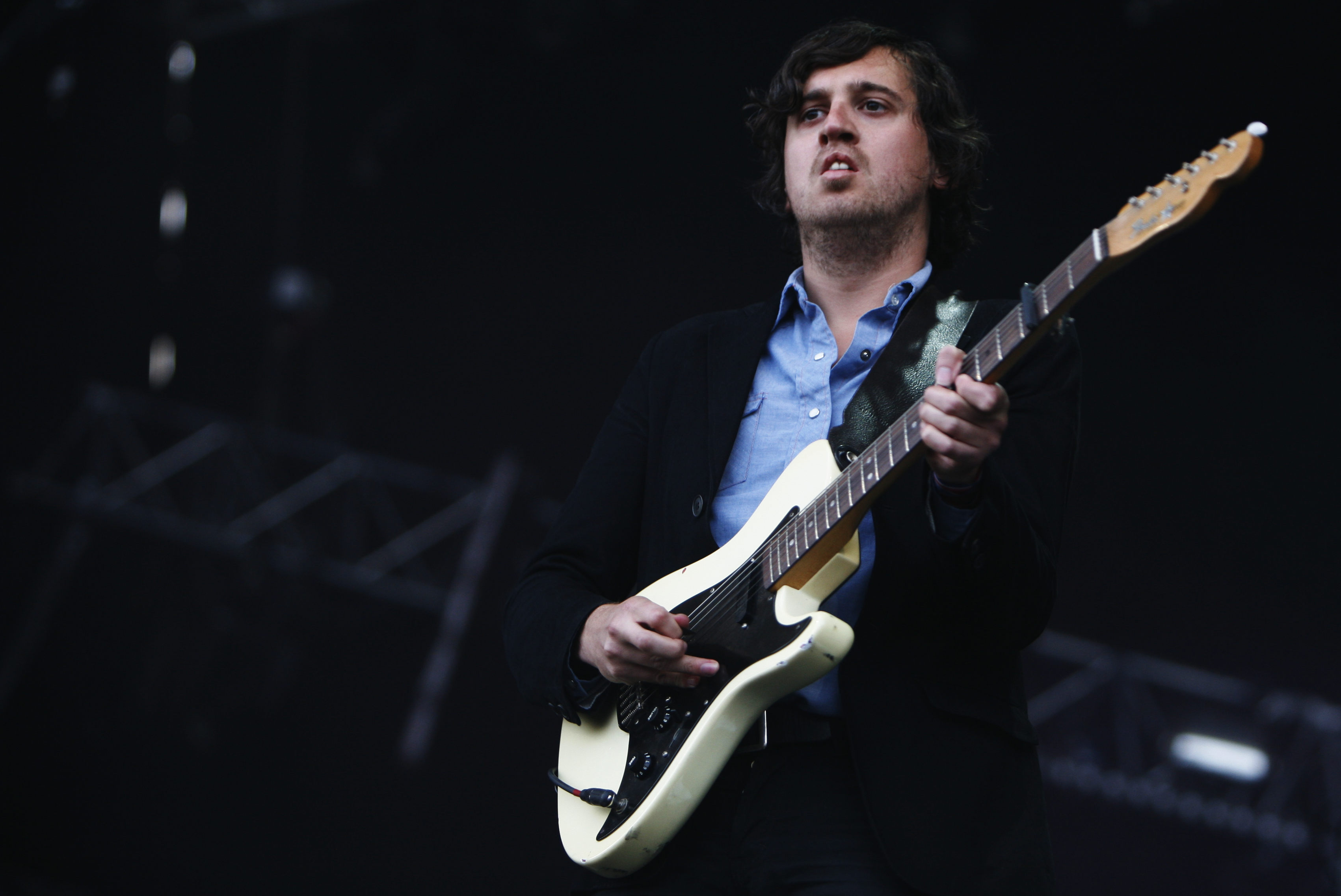
Christian Mazzalai - guitarra

Participação eventual
- Thomas Hedlund – bateria
- Robin Coudert – teclado

## Discografia

### Álbuns de estúdio
- 2000 United
- 2004 Alphabetical
- 2006 It's Never Been Like That
- 2009 Wolfgang Amadeus Phoenix
- 2013 Bankrupt!
- 2017 Ti Amo
- 2022 Alpha Zulu

### Álbuns ao vivo
- 2005 Live! Thirty Days Ago
- 2010 Live & Unplugged

### Álbuns de Remixes
- 2009 Wolfgang Amadeus Phoenix (remix Collection)
- 2022 Alpha Zulu (Remixes)
- 2022 Tonight (Remixes)

### Singles
- 1997 Party Time - City Lights
- 1999 Heatwave
- 2000 Too Young
- 2001 If I Ever Feel Better
- 2004 Everything Is Everything
- 2004 Run Run Run
- 2006 Long Distance Call
- 2006 Consolation Prizes
- 2009 1901
- 2009 Lisztomania
- 2010 Lasso
- 2013 Entertainment
- 2017 J-Boy
- 2017 Ti Amo
- 2017 Goodbye Soleil
- 2018 Role Model
- 2020 Identical
- 2022 Alpha Zulu
- 2022 Tonight
- 2022 Winter Solstice
- 2023 Odyssey

### EPs
- 2006 Alt. Versions 2006
- 2009 Lisztomania Remixes

### Compilações
- 2009 Kitsuné Tabloid